# ΜClibc
In de informatica is µClibc een kleine Standaard-C-bibliotheek, die gecreëerd is voor Embedded Linux-systemen. Het is vrije software, die vrijgegeven is onder de LGPL. µClibc werd gecreëerd ter ondersteuning van uClinux, een Linux-versie die geen memory management unit nodig heeft en dus geschikt is voor microcontrollers (vandaar de "uC", naar µC of micro-C, in de naam).
µClibc is veel kleiner dan de GNU C Library (glibc), de C-bibliotheek die meestal gebruikt wordt in Linuxdistributies. Waar glibc alle relevante C-standaarden wil ondersteunen op een groot aantal platformen, richt µClibc zich specifiek op embedded Linux. Bepaalde opties kan men beschikbaar maken of verwijderen, afhankelijk van de beschikbare geheugenruimtes.
µClibc werkt op standaard- en op MMU-loze Linux-systemen en ondersteunt i386, ARM (big/little endian), Blackfin, h8300, m68k, MIPS (big/little endian), PowerPC, SuperH (big/little endian), SPARC en v850 als processoren.